# Lublókorompa
Lublókorompa (1899-ig Lubló-Krempach, szlovákul: Kremná, korábban Krempachy, németül: Krempach) község Szlovákiában, az Eperjesi kerület Ólublói járásában.

## Fekvése
Ólublótól 8 km-re északra fekszik.

## Története
1342-ben említik először, az ólublói uradalom része volt. 1412 és 1772 között zálogként Lengyelországhoz tartozott. 1551-ben Zsigmond Ágost lengyel király vámszedési joggal ruházta fel és mentesítette az adófizetés alól. Vámállomása az egyik legfontosabb vám volt a Magyarországba menő kereskedelmi úton.
A 18. század végén Vályi András így ír róla: „KREMBACH. vagy Krumpach. Német falu Szepes Vármegy. földes Ura Horváth Stantics Uraság, lakosai külömbfélék, fekszik Pilchonnak szomszédságában, és annak filiája, határjában legelője elég van, földgye ha trágyáztatik a’ rozsot is megtermi.”
1828-ban 63 házában 456 lakos élt. A 19. században kisebb vasolvasztója működött.
Fényes Elek 1851-ben kiadott geográfiai szótárában így ír a faluról: „Krempach, Szepes vm. orosz falu, ut. p. Lublyóhoz éjszakra 1 órányira: 61 romai, 400 g. kath., kik sok juhot és marhát tartanak. Görög anyaszentegyház. F. u. Aranyossy.”
A trianoni diktátum előtt Szepes vármegye Ólublói járásához tartozott. 1918-ban lengyel katonaság szállta meg, de végül Trianonban a települést Csehszlovákiának ítélték.

## Népessége
| Év:            | 1994. | 2004.    | 2014.    | 2024.   |
| -------------- | ----- | -------- | -------- | ------- |
| Emberek száma: | 137   | 110      | 95       | 98      |
| Eltérés:       |       | -19,70 % | -13,63 % | +3,15 % |

| Év:            | 2023. | 2024.   |
| -------------- | ----- | ------- |
| Emberek száma: | 101   | 98      |
| Eltérés:       |       | -2,97 % |

1910-ben 203, túlnyomórészt ruszin lakosa volt.
2001-ben 121 szlovák lakosa volt.
2011-ben 105 lakosából 104 szlovák.

## Nevezetességei
- Görögkatolikus temploma 1787-ben épült barokk-klasszicista stílusban.